# Cabanes (Catalonia)
Cabanes este o localitate în Spania în comunitatea Catalonia în provincia Girona. În anul 2006 avea o populație de 917 locuitori.
1. ↑  Nomenclátor Geográfico de Municipios y Entidades de Población (20240402 edition)
2. ↑   https://www.emporda.info/comarca/2021/04/12/alex-hernandez-s-han-enxampar-50710574.html Lipsește sau este vid: |title= (ajutor)
3. 1 2   http://www.idescat.cat/pub/?id=aec&n=925&t=2016 Lipsește sau este vid: |title= (ajutor)